# Pedro Escobedo (kommun)
Pedro Escobedo är en kommun i Mexiko.   Den ligger i delstaten Querétaro Arteaga, i den centrala delen av landet, 160 km nordväst om huvudstaden Mexico City. Antalet invånare är 56 553. Arean är 291 kvadratkilometer.
Terrängen i Pedro Escobedo är platt åt nordost, men åt sydväst är den kuperad.
Följande samhällen finns i Pedro Escobedo:
- Pedro Escobedo
- El Saúz
- La Lira
- La Palma
- Los Álvarez
- San Antonio la D
- Francisco Villa
- Las Postas
- La Purísima
- Villas de Escobedo
- Moctezuma
- Sección Noroeste del Sauz